# Hồ Chí Minh toàn tập
Hồ Chí Minh toàn tập là bộ sách sưu tầm tổng hợp những bài báo, thư từ, bài diễn văn, bản báo cáo, và các trả lời phỏng vấn truyền thông, báo chí trong và ngoài nước của Hồ Chí Minh, còn được lưu lại từ ghi âm và các số báo cũ hiện lưu giữ trong các viện bảo tàng, do Nhà xuất bản Chính trị quốc gia - Sự thật xuất bản vào năm 1990, 2000, và đã ra mắt độc giả vào năm 2011.
Trước đó, Nhà xuất bản Sự Thật (Hà Nội) cũng đã xuất bản 5 tập của bộ sách Hồ Chí Minh - Tuyển tập vào các năm từ 1971 đến 1983. So với bộ Toàn tập, bộ Tuyển tập có dung lượng ít hơn vì một số lượng đáng kể tài liệu còn đang được xác minh và hiệu đính. Năm 2003, bộ "Hồ Chí Minh tuyển tập" đã được tái bản lần thứ ba gồm ba tập.

## Xuất bản
Năm 1990, nhân dịp kỷ niệm 100 năm ngày sinh chủ tịch Hồ Chí Minh (1890-1990), Nhà xuất bản Chính trị quốc gia - Sự thật đã xuất bản bộ sách Hồ Chí Minh toàn tập lần thứ nhất với 10 tập. Năm 2000, bộ Hồ Chí Minh toàn tập được Nhà xuất bản Chính trị quốc gia – Sự thật tái bản lần thứ hai với 12 tập sách. Trong lần tái bản thứ ba, bộ Hồ Chí Minh toàn tập sẽ được Học viện Chính trị - Hành chính Quốc gia Hồ Chí Minh phối hợp với Nhà xuất bản Chính trị quốc gia - Sự thật tổ chức xuất bản trong tháng 5 năm 2011 với 15 tập.
Trong hai lần xuất bản trước đây, những bài báo do Hồ Chí Minh viết chung với người khác hoặc chưa được các nhà nghiên cứu, giáo sư, học giả, sử gia xác minh và thẩm định rõ ràng là của Hồ Chí Minh đều không được đưa vào. Sau mười năm nghiên cứu, thẩm định thì những bài viết này nếu được xác định là của Hồ Chí Minh thì được bổ sung trong lần tái bản. Do đó mỗi lần tái bản là có thêm một số bài mới. Trong lần xuất bản thứ ba, ngoài các tác phẩm mới đã được thẩm định, xác minh và đưa vào, thì các tác phẩm được suy luận là của Hồ Chí Minh dựa trên quan điểm, lập luận, văn phong, và bút hiệu nhưng chưa được xác định rõ ràng vẫn sẽ được đưa vào phần riêng Những tác phẩm có thể của Chủ tịch Hồ Chí Minh. Những bài viết do Hồ Chí Minh viết chung với tác giả khác sẽ được đưa vào phần Phụ lục. Những tác phẩm mới sưu tầm trước khi đưa vào biên tập, xuất bản lần thứ ba đã được thẩm định, nghiệm thu hai cấp theo quy định của chương trình nghiên cứu khoa học cấp nhà nước.

## Đặc điểm
Dù được viết dưới bút hiệu nào hay thời điểm nào thì Hồ Chí Minh cũng vẫn thể hiện một lập trường, quan điểm với các lập luận, văn phong, cách viết, cách nói tương tự nhau. Với phong cách nói chuyện và lối hành văn trong sáng, giản dị và dễ hiểu nhất có thể.

## Bút hiệu
Cách dùng bút hiệu của Hồ Chí Minh không phải là tùy hứng ngẫu nhiên mà là có tính toán trước để phù hợp với đối tượng độc giả và nội dung bài viết. Khi viết những bài chính thức, gởi thông điệp ra toàn dân và bạn bè quốc tế, với tư cách của một nhà lãnh đạo Việt Nam thì ông dùng bút hiệu "Nguyễn Ái Quốc", "Hồ Chí Minh"... Khi hướng tới đối tượng là trẻ em thì ông dùng những bút hiệu thân mật như "Bác Hồ", "Chú Nguyễn"... Khi viết cho đối tượng quân nhân hoặc về các đề tài chiến tranh cứu nước thì ông thường dùng những bút hiệu như "Chiến Thắng", "Chiến Sĩ", "Trần Thắng Lợi"... Khi độc giả chủ yếu là phụ nữ thì ông sử dụng những bút hiệu như "Thanh Lan", "Thu Giang"... Khi viết về đề tài quốc tế thì ông thường sử dụng những bút hiệu như "HOWANG T.S.", "Lin", "Nilốpki", "P.C.Lin", "Wang"... Khi viết những bài chính luận thì ông hay dùng bút hiệu "Nói Thật". Khi viết những bài về Việt kiều, tuyên truyền kêu gọi đại đoàn kết dân tộc thì ông hay dùng bút hiệu "V.K." v.v.

### Ghi âm
- Lời kêu gọi toàn quốc chống Mỹ
- Diễn thuyết tại Đại Hội Phụ nữ toàn quốc lần III
- Thuyết trình tại cuộc hội họp của người dân thủ đô Hà Nội
- Nói chuyện với Quốc hội Việt Nam Dân chủ Cộng hòa
- Phát biểu tại lễ kỷ niệm 30 năm thành lập Đảng Lao động Việt Nam
- Đọc thơ chúc Tết năm 1968 và 1969
- Nói bằng tiếng Anh
- Đọc diễn văn tại đại hội Thi Đua Yêu Nước phần 1
- Đọc diễn văn tại đại hội Thi Đua Yêu Nước phần 2